# 三菱・トッポBJ
トッポBJ（トッポ・ビージェイ、Toppo BJ）は、三菱自動車工業がかつて製造・販売していた軽トールワゴン、および軽ボンネットバンである。「トッポ」を冠する車種としては通算3代目。

## 概要
1998年の軽自動車規格改正に際して、名目上はミニカシリーズから独立したモデルとなった。とはいえ形式名や後述の新車販売統計など、やはり実質上ミニカトッポとして認識する向きもある。
ボディは5ドアのみで5ナンバーの乗用と4ナンバーの商用の2タイプ。バックドアは右に開き、前期型と中期型では一部のグレードにリアガラスハッチが装備されたグレードも存在する。先代のミニカトッポのオプションで存在した、かなりの荷物が入るオーバーヘッドネットは小さく2組に分かれる形になってしまったが、代わりに中級グレード以上に小物程度の物が入れられるオーバーヘッドコンソールが装備された。
先代のミニカトッポ同様、室内のフロア高と全席の座面高が元となったミニカと全く同じで、室内高のみが高い設定。全高は最大で1,790mmと、ミニカトッポ同様、今日の「軽スーパーハイトワゴン」の雛型でも知られる。
ミニカに代わるメイン車種としてターボ付きグレード「R」もラインナップされた。当時FFターボ車としては廃れつつあった5速M/Tも選択出来た。
また、パジェロジュニアやタウンボックスワイド同様に排気量1,100ccの直列4気筒エンジン（4A31型SOHC16バルブ）を搭載し車幅を広げた小型乗用車登録のトッポBJワイドも登場。
尤も、商用モデルは先代のミニカトッポバン同様、トールワゴン型の軽商用車であるが、前方にエンジンを収めたボンネットフードが存在するため、全国軽自動車協会連合会の新車販売統計では「軽貨物車内訳－ボンネットバン」枠での集計が行われ、ミニカバンと合算されていた。

## 歴史
- 1998年10月 - ミニカトッポの後継モデルとして発表。CMキャラクターには当初、香取慎吾と樹木希林が起用されていた（後に香取から加藤晴彦に変更）。
- 1999年11月 - 最初のマイナーチェンジ。「R」グレードはホイールが13インチから14インチに変更。「Z」グレード（「R」グレードのノンターボ仕様。ただしタコメーターはなし）および「M」グレードを基本とし、4気筒SOHC16バルブターボを搭載する「M-T」グレードを新規追加。これに伴い最廉価グレードの「S」のATを4速から3速に変更。更に4速の場合オーバードライブスイッチが廃止されシフトインジケーターがD4、D3となった。そのため以降の三菱のFF軽の4A/T車は全てシフト操作でオーバードライブを解除する方式となる。「X」グレードが廃止。

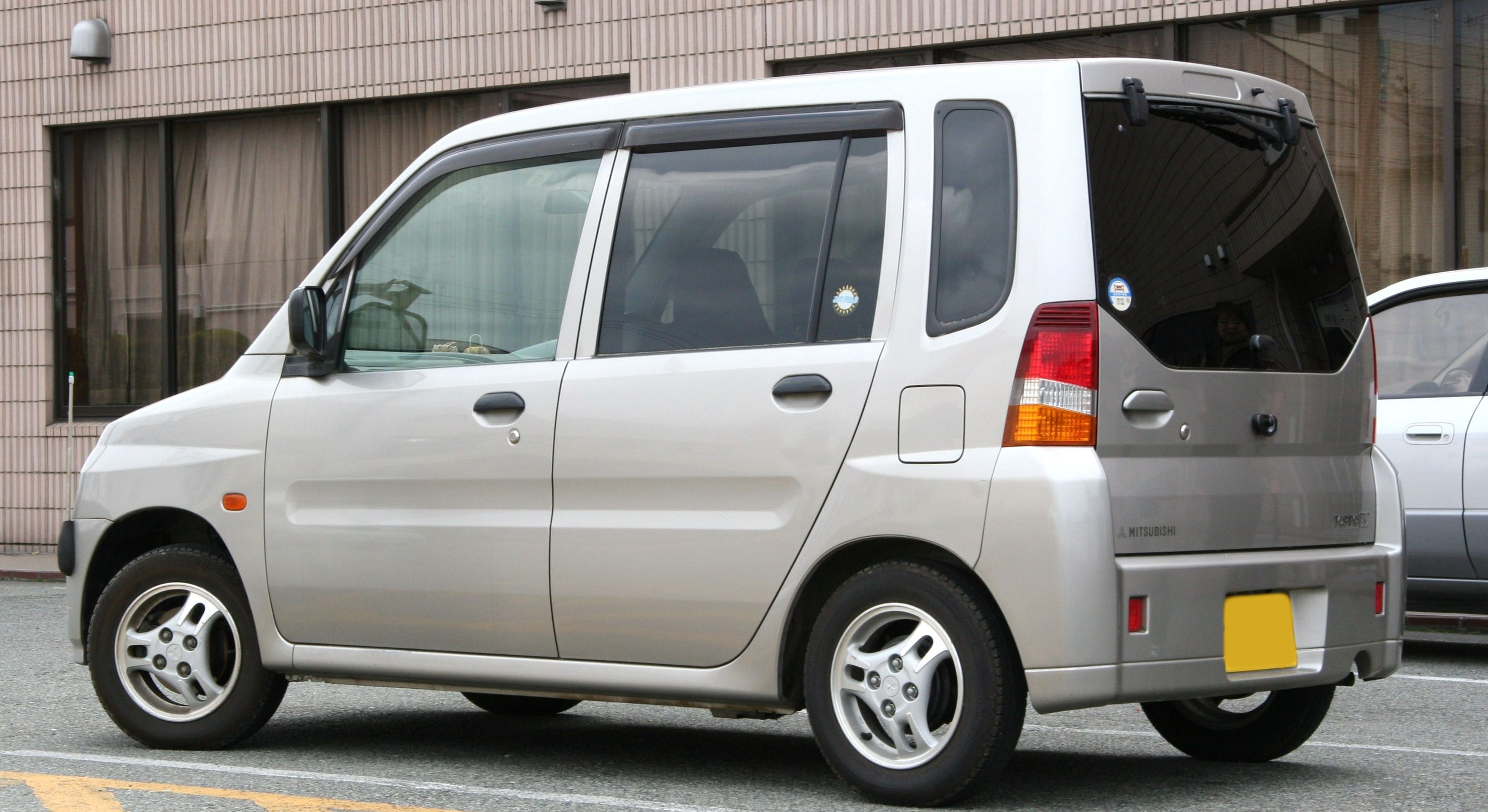
2000年11月 - 「S」グレードをベースとした特別仕様車「グッピー」、「グッピー・リミテッド」を発表。ベースとなった「S」グレードに対し、丸型2灯式ヘッドランプを用いた専用のフロントグリルやオーディオ[5]、トリップメーター付液晶オドメーター、リアプライバシーガラス等[6]を装備。
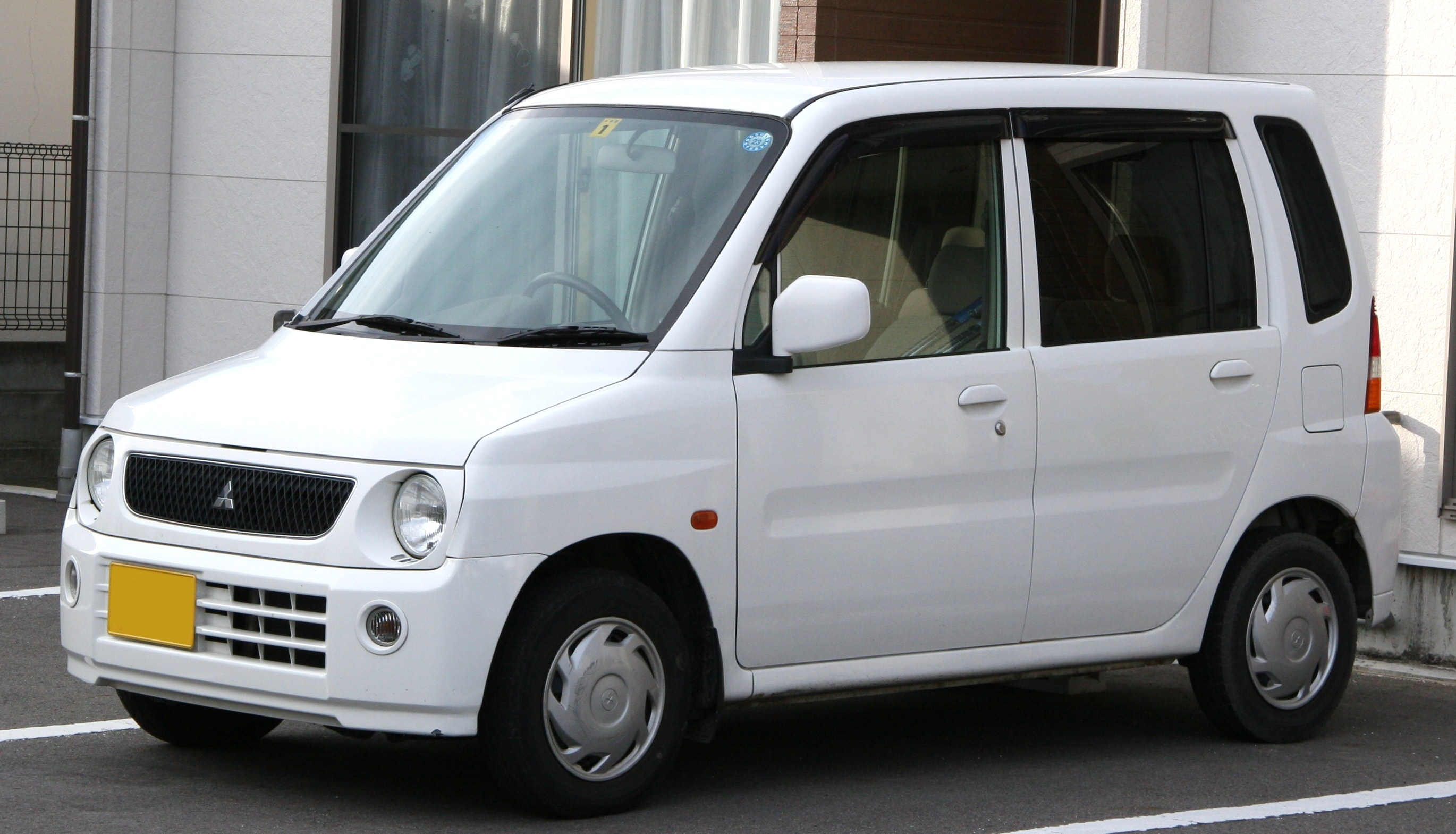
2001年01月 - 大規模なフェイスリフト（「グッピー」、「グッピー・リミテッド」は除く）。ボディ前後の意匠変更。コラムシフト及びベンチシートの追加。
  - 10月 - 一部改良。3G83型エンジン搭載車がこれまでのMVV仕様（リーンバーン）から通常仕様（ストイキオバーン）に変更となる。
- 2002年09月 - 一部改良。排ガス規制やグリーン税制などの強化に伴い4A30型エンジン搭載車が全て廃止、以後3G83型エンジン搭載車のみのラインナップとなる。
- 2004年05月[7] - 生産、販売共に終了。これにより、三菱から2008年9月に「トッポ」としてボディの一部及びインパネ、収納を中心とした大幅な内装変更をして復活されるまで車高1550mmを超える軽トールワゴンのラインナップが消滅した。軽トールワゴン全盛の中で異例の販売終了であった。

- 前期型リア
- 特別仕様車「グッピー」

## 車名の由来
- トッポ（Toppo）は、イタリア語でネズミ（本来のスペルは、topo）の意味である。また、英語の「top」と、日本語の「ノッポ」をかけ合わせ、この車のルーフの高さに、愛嬌を込めたものでもある。
- BJは、英語のBig Joy[8]の頭文字B.Jを取った物。